# Pierścień Claddagh

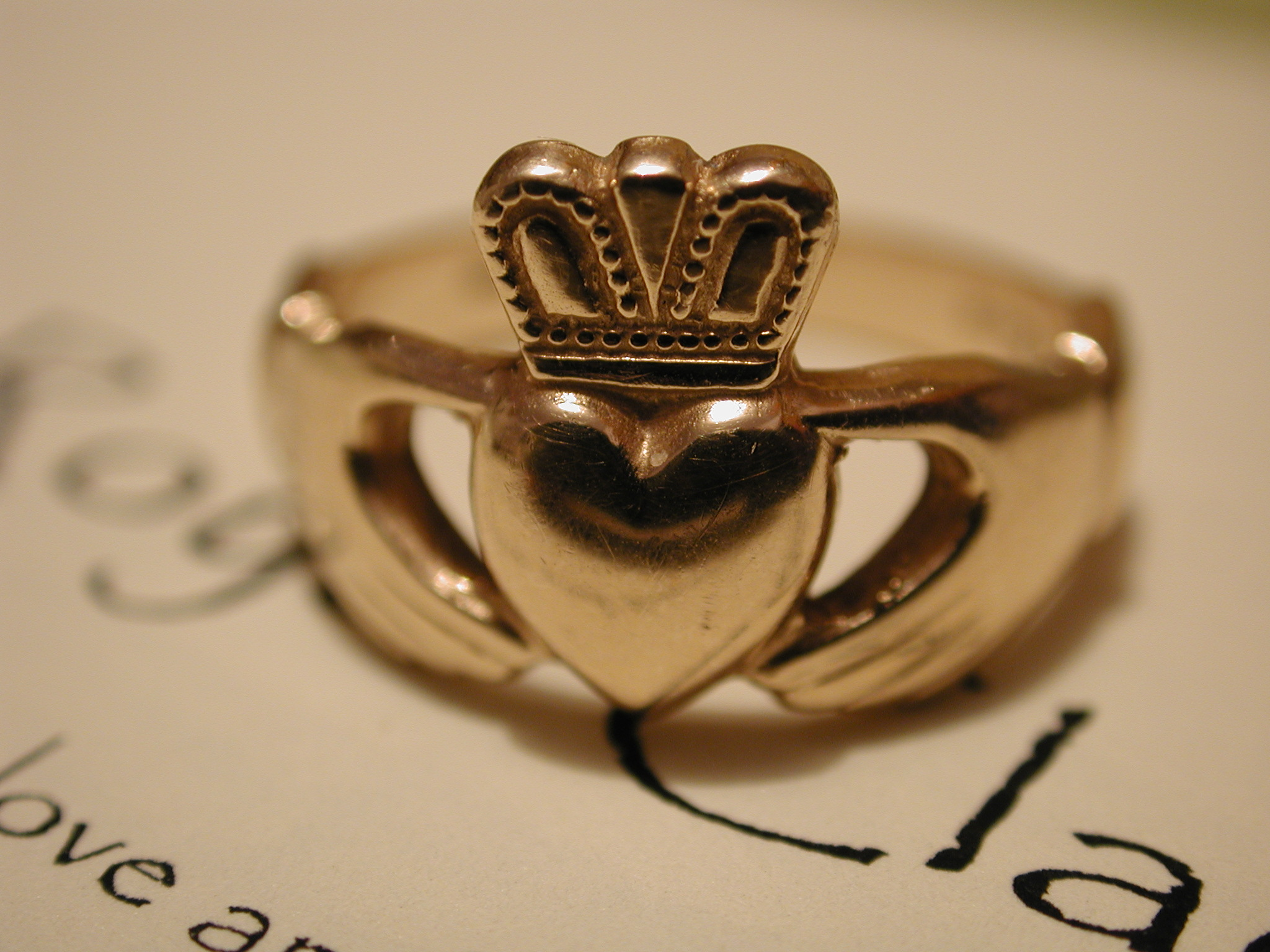
Pierścień Claddagh

Pierścień Claddagh ((ang.) Claddagh ring, (irl.) Chladaigh fáinne) – pierścień noszony jako symbol przyjaźni lub małżeństwa w Irlandii od XVII wieku. Współcześnie, pierścień Claddagh może pełnić rolę obrączki ślubnej, pierścionka zaręczynowego bądź podarunku dla matki upamiętniającego fakt narodzin jej dziecka, jak również przy innych okazjach.

## Symbolika
Pierścień Claddagh przedstawia dwie dłonie, trzymające serce w koronie. Serce ma symbolizować miłość, dłonie – przyjaźń, a korona – wierność i uczciwość. Symbolikę pierścienia wyraża maksyma: „pozwól panować miłości i przyjaźni na zawsze”, (irl.) ligean grá agus cairdeas réimeas deo, (ang.) let love and friendship reign forever. Takie znaczenie irlandzkiego pierścienia Claddagh pozwala określać go mianem pierścienia wiary.
Pierścień Claddagh zazwyczaj nosi się w określony sposób:
dłoń prawa
- serce skierowane na zewnątrz dłoni – osoba jest singlem
- serce skierowane do wewnątrz dłoni – osoba jest w związku

dłoń lewa
- serce skierowane na zewnątrz dłoni – osoba jest zaręczona
- serce skierowane do wewnątrz dłoni – osoba jest w związku małżeńskim

## Pochodzenie
Pochodzenie pierścienia Claddagh jest związane z wsią rybacką w okolicy Galway znanej jako „Claddagh”, zburzonej i wybudowanej od nowa przez rząd Irlandii w 1934 roku.
Wiele podań i legend tłumaczy pochodzenie pierścienia. Jedna z nich mówi o Margareth Joyce, która poślubiła hiszpańskiego kupca Domingo de Rona. Jej mąż wkrótce zmarł, zostawiając wdowę z dużą sumę pieniędzy. W 1596 kobieta wróciła do Irlandii. Z odziedziczonych pieniędzy ufundowała liczne mosty w Connacht. W nagrodę za jej szczodrobliwość pewnego dnia przelatujący orzeł zrzucił jej właśnie ów pierścień w prezencie.
Inna legenda mówi o księciu, który zakochał się w dziewczynie z ludu. Aby przekonać jej ojca, że jego uczucia są szczere i nie ma zamiaru wykorzystać panny, zaprojektował pierścień, którego elementy symbolizowały miłość, przyjaźń i lojalność. Gdy ojciec dowiedział się o znaczeniu klejnotu, udzielił młodym błogosławieństwa.
Jeszcze inna opowieść, uważana za najbliższą prawdzie, przedstawia historię Richarda Joyce’a. Opuścił on Galway, aby pracować na Wyspach Karaibskich, a po powrocie poślubić swoją ukochaną. Jednakże jego statek został pojmany, a on sam sprzedany jako niewolnik mauryjskiemu złotnikowi. W Algierii uczył się nowego fachu od swojego pana. Gdy Wilhelm III objął tron zażądał od Maurów uwolnienia brytyjskich więźniów. Joyce mógł wracać do domu. Jego były pan był tak pełen szacunku do niego, że nawet zaproponował mu poślubienie swojej córki oraz połowę majątku, jeśli tylko zgodziłby się zostać. Jednak Richard odmówił i udał się w drogę powrotną do ukochanej. W czasie gdy pracował jako złotnik wykuł specjalnie dla niej ten pierścień jako symbol swojej miłości do niej. Wręczył jej go jako pierścionek zaręczynowy i wkrótce się pobrali.